# 3129 Бонестелл
3129 Бонестелл (3129 Bonestell) — астероїд головного поясу, відкритий 25 червня 1979 року.
Тіссеранів параметр щодо Юпітера — 3,324.